# Call to Arms (Sick of It All)
Call to Arms è il quinto album studio della band di New York Sick of It All.

## Tracce
1. Let Go
2. Call To Arms
3. Potential For All
4. Falter
5. The Future Is Mine
6. Guilty
7. Falling Apart
8. Sanctuary
9. Morally Confused
10. Hindsight
11. Martin
12. Pass the Buck
13. Quiet Man
14. Drastic
15. (Just a) Patsy

## Formazione
- Lou Koller - voce
- Pete Koller - chitarra
- Craig Ahead - basso
- Armand Majidi - batteria
- Don Airey - tastiera